# Missy Elliott
Melissa Arnette "Missy" Elliott (Portsmouth, Virgínia, Estats Units d'Amèrica, 1 de juliol de 1971) coneguda com a Missy Elliott, és una cantant de música rap, hip-hop, productora i compositora estatunidenca. És l'artista femenina amb més èxits dins del hip-hop de tots els temps. Ha venut més de 22 milions de còpies a tot el món.